# Carl Wassberg
Carl Wassberg, född 8 februari 1791 i Norrbärke församling, död 12 mars 1873 i By i Norrbärke församling , var en svensk postmästare och kommunalman.

## Biografi
Wassberg blev tillförordnad postmästare i Smedjebacken 1819 och fick ordinarie tjänst den 3 maj 1825. På egen begäran fick han avsked 30 december 1857.  Han var därtill sockenskrivare och kommunalman i Norrbärke socken i omkring 40 år.

## Familj
Wassberg var son till handelsmannen Anders Wassberg och Maria Holmdahl. Han gifte sig första gången 1812 med Carolina Gustava Östrand, som var dotter till bruksägaren Per Östrand, och andra gången 1843 med Gustava Fredrika Öhman, som var dotter till komministern Alexander Emanuel Öhman och Gustava Johansson. I första äktenskapet föddes 14 barn och i andra giftet två döttrar.